# Glock 31
La Glock 31 è una pistola semiautomatica prodotta dall'austriaca Glock.
Incamerata in .357 SIG, la cartuccia è progettata per offrire prestazioni simili alla .357 Magnum, ma in una pistola semiautomatica. La cartuccia .357 Magnum è progettata appositamente per i revolver, in quanto è "rimmed" cioè orlata, e di conseguenza, armi semiautomatiche hanno difficoltà ad operare con tale tipo di munizione (anche se è usata in armi come la Desert Eagle).